# Scaphisoma canaliculatum
Espèce
Scaphisoma canaliculatum est une espèce de coléoptères de la famille des Staphylinidae et de la sous-famille des Scaphidiinae.

## Répartition et habitat
Cette espèce est décrite de Thaïlande.